# لوك ستيل
لوك ستيل (بالإنجليزية: Luke Steele)‏ (24 سبتمبر 1984 بيتربرة المملكة المتحدة - ) هو لاعب كرة قدم بريطاني، يلعب كحارس مرمى.

## روابط خارجية
- لوك ستيل على موقع قاعدة بيانات كرة القدم.إي يو (الإنجليزية)
- لوك ستيل على موقع Soccerbase.com (لاعب) (الإنجليزية)
- لوك ستيل على موقع Soccerway.com (الإنجليزية)
- لوك ستيل على موقع عالم كرة القدم.نت (الإنجليزية)
- لوك ستيل على موقع AS.com (الإسبانية)